# Lex van Deelen
Alexander Jacobus (Lex) van Deelen (Den Haag, 20 juli 1951) is een Nederlands priester en bisschoppelijk vicaris.

## Levensloop
Van Deelen werd geboren in Den Haag en groeide op in Rotterdam. Na de HBS studeerde hij bedrijfseconomie aan de HEAO in Rotterdam. Hij werd personeelsfunctionaris bij een groot bouwbedrijf waar hij tien jaar lang werkte en betrokken was bij bouwprojecten in het Midden Oosten.

## Priesterschap
Van Deelen keerde in 1998 terug naar Nederland. Hij ging toen wonen in Amsterdam en verbond zich daar aan de Krijtbergkerk. Hierna ging hij theologie studeren aan het seminarie Bovendonk in Hoeven. Zijn priesteropleiding volgde hij aan Vronesteyn in Voorburg. Hij werd op 12 december 1998 door bisschop Van Luyn in de HH. Laurentius- en Elisabethkathedraal in Rotterdam tot priester gewijd.

### Kerkelijke loopbaan
Van Deelen begon in 1998 als pastoraal werker in de regio Leidschendam. Zes jaar later werd hij geïnstalleerd als pastoor van de Bonifatiusparochie in Rijswijk. Op 4 juni 2017 benoemde bisschop Van den Hende hem tot bisschoppelijk vicaris van de regio Den Haag.